# Artistique-Europameisterschaft 1975

Logo CEB (ausrichtender Verband)

Veranstaltungsort: Dortmund

Die Billard-Artistique-Europameisterschaft 1975 war das 18. Turnier in dieser Disziplin des Karambolagebillards und fand vom 22. bis zum 25. Mai 1975 in Dortmund statt. Die EM zählte zur Saison 1975/76.

## Modus
Gespielt wurden 76 verschiedene Figuren mit verschiedenen Punktewertungen. Jeder Teilnehmer hatte pro Figur drei Versuche. Die maximale Punktzahl betrug 500 Punkte.

Gewertet wurde wie folgt:
1. Punkte = Erzielte Punkte
2. Versuche = Anzahl der gespielten Versuche
3. gelöste Figuren = gelöste Figuren
4. HS = Punkte der nacheinander gelösten Figuren
5. % = Prozentual gelöste Figuren

## Abschlusstabelle
| Platz                        | Name               | Punkte | Versuche | gel. Figuren | HS | %       |
| ---------------------------- | ------------------ | ------ | -------- | ------------ | -- | ------- |
| 1                            | Raymond Steylaerts | 265    | 172      | 43           | 37 | 53,00 % |
| 2                            | Léo Corin          | 265    | 188      | 41           | 34 | 53,00 % |
| 3                            | Ricardo Fernández  | 246    | 180      | 42           | 40 | 49,20 % |
| 4                            | Joaquín Domingo    | 197    | 190      | 32           | 27 | 39,40 % |
| 5                            | Gert Tiedtke       | 180    | 188      | 33           | 17 | 36,00 % |
| 6                            | Valentin Almerich  | 178    | 206      | 30           | 31 | 35,60 % |
| 7                            | Florent de Jonghe  | 168    | 194      | 29           | 27 | 33,60 % |
| 8                            | Giuseppe Tomsich   | 168    | 201      | 29           | 25 | 33,60 % |
| 9                            | Raymond Jublot     | 97     | 209      | 19           | 18 | 19,40 % |
| Turnierdurchschnitt: 39,20 % |                    |        |          |              |    |         |